# 4586 Gunvor
4586 Gunvor è un asteroide della fascia principale. Scoperto nel 1960, presenta un'orbita caratterizzata da un semiasse maggiore pari a 2,3061514 UA e da un'eccentricità di 0,0772000, inclinata di 5,15480° rispetto all'eclittica.